# Темпа Роса I (Салерно)
Темпа Роса I је насеље у Италији у округу Салерно, региону Кампанија.
Према процени из 2011. у насељу је живело 107 становника. Насеље се налази на надморској висини од 488 м.